# Justel (Zamora)
Justel (auch: Xustel) ist ein nordwestspanischer Ort und eine Gemeinde (municipio) mit nur noch 78 Einwohnern (Stand: 2024) im Süden der Provinz Zamora in der Autonomen Gemeinschaft Kastilien-León. Zur Gemeinde gehören neben dem namensgebenden Hauptort Justel die Ortschaften Villalverde und Quintanilla.

## Lage und Klima
Justel liegt am westlichen Rand der Kastilischen Hochebene (Meseta Iberica) in einer Höhe von ca. 985 m. Die Provinzhauptstadt Zamora ist gut 78 km (Fahrtstrecke) in südsüdöstlicher Richtung entfernt. Das gemäßigte Kontinentalklima wird nur selten vom Atlantik beeinflusst; Regen (726 mm/Jahr) fällt vorwiegend im Winterhalbjahr.

## Bevölkerungsentwicklung
| Jahr      | 1970 | 1981 | 1991 | 2001 | 2011 | 2021 |
| Einwohner | 404  | 319  | 258  | 168  | 108  | 70   |

## Sehenswürdigkeiten

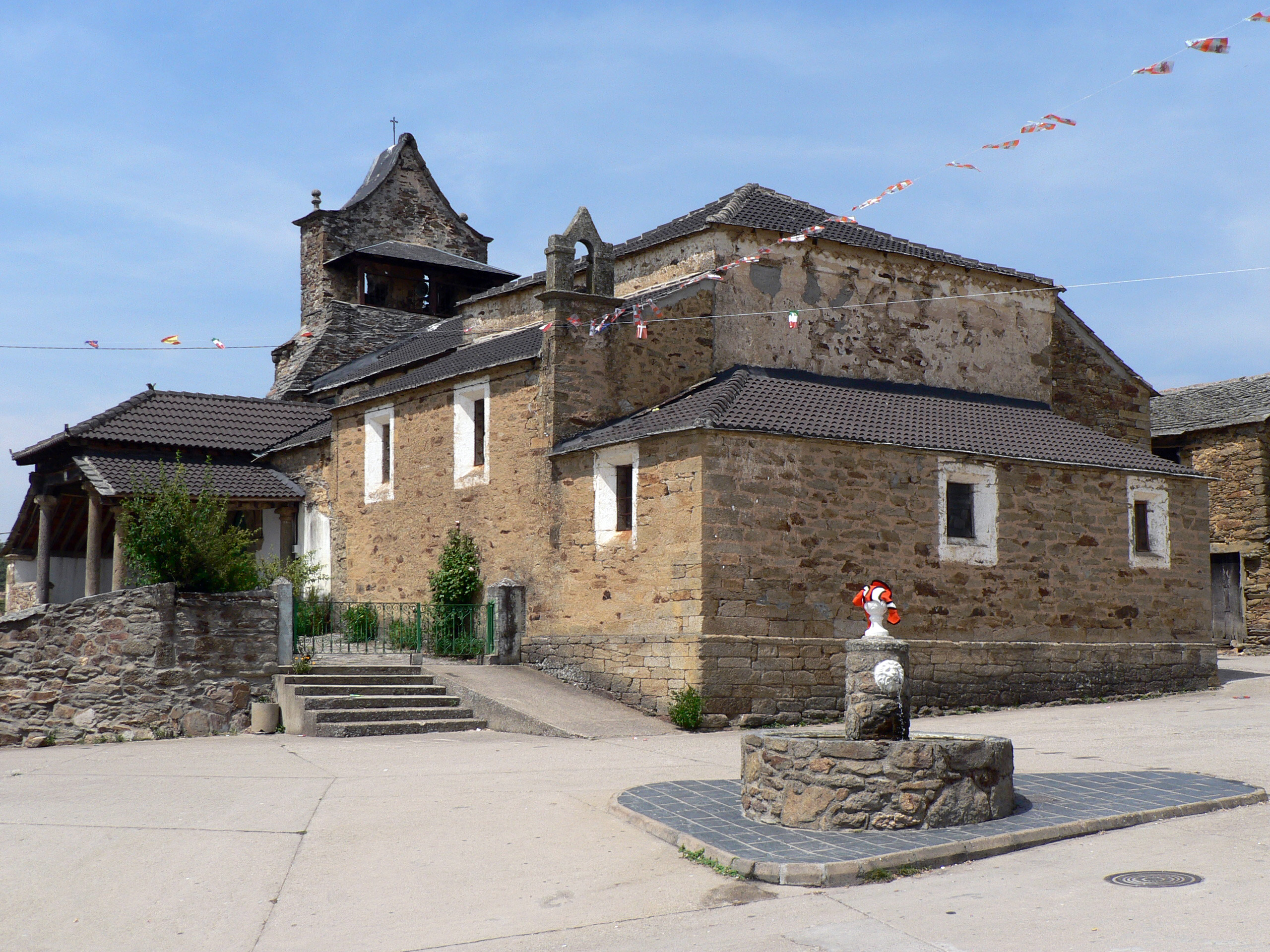
Jakobuskirche
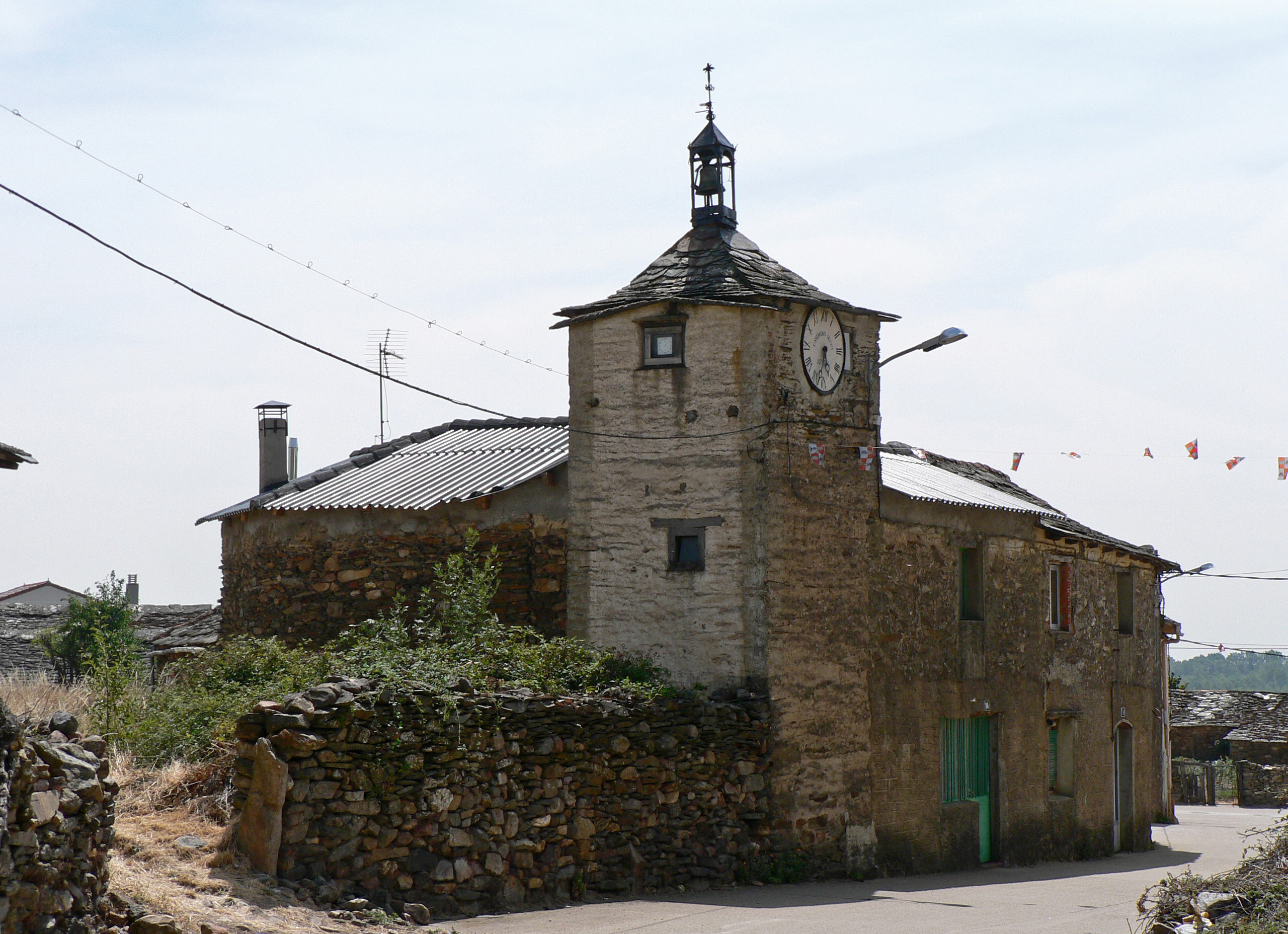
Uhrenturm

- Jakobuskirche
- Uhrenturm